# Résolution 1147 du Conseil de sécurité des Nations unies
Membres permanents
- Chine
- États-Unis
- France
- Royaume-Uni
- Russie

Membres non permanents
- Bahrain
- Brésil
- Costa Rica
- Gabon
- Gambie
- Japon
- Kenya
- Portugal
- Slovénie
- Suède

Résolution no 1146 Résolution no 1148
La résolution 1147 du Conseil de sécurité des Nations unies, adoptée à l'unanimité le 13 janvier 1998, après avoir rappelé les résolutions précédentes sur la Croatie, notamment les résolutions 779 (1992), 981 (1995), 1025 (1995), 1038 (1996), 1066 (1996), 1093 (1997) et 1119 (1997), a autorisé la Mission d'observation des Nations unies à Prevlaka (MONUP) à continuer de surveiller la démilitarisation dans la région de la péninsule de Prevlaka en Croatie jusqu'au 15 juillet 1998. 
Le Conseil de sécurité s'est félicité que la Croatie et la république fédérale de Yougoslavie (Serbie et Monténégro) aient progressé dans l'adoption des suggestions pratiques proposées par les observateurs militaires des Nations unies en mai 1996 afin de réduire les tensions et d' améliorer la sûreté et la sécurité dans la région, en plus de résoudre le conflit de Prevlaka. Les violations persistantes du régime de démilitarisation ont suscité des inquiétudes, mais il a été noté que celles-ci se produisaient moins souvent. La présence d'observateurs militaires des Nations unies reste essentielle pour les négociations.
Les parties ont été invitées à mettre pleinement en œuvre un accord sur la normalisation de leurs relations, à s'abstenir de toute violence et à garantir la liberté de mouvement des observateurs des Nations unies. Le secrétaire général Kofi Annan a été prié de faire rapport au Conseil sur la situation avant le 5 juillet 1998 concernant les progrès vers une solution pacifique du différend entre les deux pays. Enfin, la Force de stabilisation (SFOR, acronyme anglais pour Stabilisation Force), autorisée dans la résolution 1088 (1996), était tenue de coopérer avec la MONUP.

## Voir également
- Dislocation de la Yougoslavie
- Guerre de Croatie
- Guerres de Yougoslavie